# سیارک ۲۴۵۴۱۷
سیارک ۲۴۵۴۱۷ (به انگلیسی: 245417 Rostand، نامگذاری:2005JA46)۲۴۵۴۱۷مین سیارک کشف شده‌است که در ۰۹ مه ۲۰۰۵ کشف شد.